# Tordenc escatós
El tordenc escatós (Turdoides squamulata) és un ocell de la família dels leiotríquids (Leiothrichidae).

## Hàbitat i distribució
Habita zones espeses de matoll i matolls espinosos del sud-est de Etiòpia i sud de Somàlia, cap al sud, seguint la costa, fins Kenya i nord-est de Tanzània.